# Catherine Coleman
Catherine Grace „Cady“ Coleman (* 14. Dezember 1960 in Charleston, South Carolina, USA) ist eine ehemalige US-amerikanische Astronautin.

## Ausbildung
Coleman schloss 1978 die Woodson High School in Fairfax (Virginia) ab und studierte dann Chemie am Massachusetts Institute of Technology. Ihren Bachelor erhielt sie 1983.
Als diplomierte Chemikerin trat Coleman in die US-Luftwaffe ein. Sie ließ sich vom militärischen Dienst freistellen und nahm ihre Fachsemesterarbeit in Kunststofftechnik an der University of Massachusetts auf. Bald wurden die Oberflächenveränderung von Polymeren und das Reaktionsverhalten von Alkenen ihre Spezialgebiete. 1988 trat sie ihren aktiven Dienst in der Luftwaffe als Forschungschemikerin auf der Wright-Patterson Air Force Base in Ohio an. Dort untersuchte sie, ob organische Polymere in optischen Anwendungen für Computer der nächsten Generation zu verwenden sind. Sie gehörte auch zu den ersten Wissenschaftlern, die die Forschungsplattform LDEF (Long Duration Exposure Facility) nach der Rückkehr ihres sechsjährigen Weltraumaufenthalts im Januar 1990 untersuchten. Parallel dazu arbeitete sie an ihrer Promotion in Polymerwissenschaften, die sie 1991 an der University of Massachusetts erlangte.

## Astronautentätigkeit
Coleman wurde von der NASA im März 1992 mit der 14. Astronautengruppe vorgestellt. Seit Beendigung der Ausbildung im Sommer 1993 arbeitete sie im Shuttle Avionics Integration Laboratory des Johnson Space Centers (JSC), wo sie die Computerprogramme der Raumfähre testete.
Im März 1994 wurde sie als wissenschaftliche Missionsspezialistin für ihren ersten Raumflug aufgestellt. STS-73 fand im Herbst 1995 statt und war eine Spacelab-Mission. Die sieben Astronauten an Bord der Columbia unternahmen über einen Zeitraum von zwei Wochen Untersuchungen auf den Gebieten Materialwissenschaften, Flüssigkeitsphysik und Verbrennungswissenschaften.
Danach war Coleman im JSC in der Nutzlastabteilung als Ansprechpartnerin für künftige Experimentatoren tätig. 1996 betreute sie die Internationale Raumstation (ISS) in Fragen der Akustik und der Übersetzung der russischen Beschriftung.
Im Frühjahr 1997 wurde Coleman überraschend als Ersatzastronautin in die Besatzung von STS-83 berufen. Während des Trainings hatte sich Missionsspezialist Donald Thomas einen Knöchel gebrochen. Um deswegen den Flug nicht verschieben zu müssen, hatte man Coleman aufgestellt. Thomas wurde schnell gesund und konnte wie geplant Anfang April an der Mission teilnehmen.
Coleman bereitete sich dann für ihren zweiten Flug im Juli 1999 vor. Hauptnutzlast von STS-93 war das Röntgenteleskop Chandra. Noch am ersten Flugtag setzte Coleman das rund fünf Tonnen schwere Gerät aus.
Zwei Jahre nachdem Coleman 2002 im Auftrag der NASA vier Monate lang am Südpol nach Meteoriten gesucht hatte, verbrachte sie im Oktober 2004 zusammen mit zwei anderen Astronauten und weiteren Freiwilligen eineinhalb Wochen im Unterwasserlabor „Aquarius“. Diese Exkursion fand im Rahmen des NEEMO-Programms statt. Seit Jahren führt die US-Raumfahrtbehörde diese „NASA Extreme Environment Mission Operations“ durch. Sie schloss dazu mit dem amerikanischen Wetterdienst NOAA, dem das Labor vor der Küste Floridas gehört, ein Kooperationsabkommen. Die „Aquarius“ ist eine 80-Tonnen-Stahlkonstruktion, die seit 1987 sechs Kilometer vor der Küste von Key Largo am Meeresboden in 18 Metern Tiefe verankert ist. Die Raumverhältnisse entsprechen etwa denen des Swesda-Moduls der ISS. NEEMO bietet eine gute Vorbereitung auf den Raumflug, weil die Verhältnisse ähnlich sind: man muss mit mehreren Personen für eine bestimmte Zeit auf engstem Raum zusammen leben, man muss mit den Ressourcen auskommen und Probleme müssen ohne Hilfe von außen gelöst werden.
Am 27. August 2007 wurde USAF-Oberst Catherine Coleman Ersatzfrau für Nicole Stott für die ISS-Expeditionen 20 und 21. Der Start erfolgte problemlos, Coleman kam nicht zum Einsatz. Auch für die ISS-Expeditionen 24 und 25 war sie Reserve.
Coleman war Bordingenieurin der ISS-Expeditionen 26 und 27 und arbeitete von Dezember 2010 bis Mai 2011 an Bord der ISS.
Coleman verließ die NASA zum 1. Dezember 2016.

## Privates
Coleman ist seit 1997 mit dem amerikanischen Künstler Josh Simpson verheiratet. Seit mehr als drei Jahrzehnten stellt er zeitgenössische Glaskunst her, die in vielen internationalen Galerien und Museen ausgestellt ist. Er arbeitet von seinem Studio in Massachusetts aus und ist in den USA vor allem durch seine Briefbeschwerer bekannt, die er „Planets“ nennt. Das Paar hat einen Sohn.
Coleman spielt Flöte und wegen ihrer Wurzeln spielt sie gerne traditionelle irische Musik. Sie ist gelegentlich in irischen Sessions in der Gegend von Houston anzutreffen. Während ihrer Weltraummissionen nahm sie einige Flöten mit und spielte vor laufender Kamera einige Stücke. Eines davon ist auf dem neuesten Album der irischen Gruppe Chieftains zu hören.
Wie viele Astronauten ist auch Cady Coleman Funkamateurin mit dem Amateurfunkrufzeichen KC5ZTH.